# Graeme Spinks
Graeme Charles Spinks (Christchurch, 17 de enero de 1961) es un deportista neozelandés que compitió en judo. Ganó seis medallas en el Campeonato de Oceanía de Judo entre los años 1983 y 1992.

## Palmarés internacional
| Campeonato de Oceanía | Campeonato de Oceanía      | Campeonato de Oceanía | Campeonato de Oceanía |
| Año                   | Lugar                      | Medalla               | Categoría             |
| --------------------- | -------------------------- | --------------------- | --------------------- |
| 1983                  | Numea (Francia)            | Medalla de oro        | –78 kg                |
| 1985                  | Auckland (Nueva Zelanda)   | Medalla de plata      | –78 kg                |
| 1988                  | Sídney (Australia)         | Medalla de oro        | –78 kg                |
| 1988                  | Sídney (Australia)         | Medalla de bronce     | Abierta               |
| 1992                  | Wellington (Nueva Zelanda) | Medalla de oro        | –78 kg                |
| 1992                  | Wellington (Nueva Zelanda) | Medalla de plata      | Abierta               |